# Овсовина (река)
Овсо́вина (бел. Аўсо́віна) — река в Славгородском районе Могилёвской области и Кормянском районе Гомельской области Белоруссии.
Правый приток реки Сож в бассейне Днепра.

## Гидрология
Длина реки — 18 км, площадь водосборного бассейна — 48,5 км², средний уклон водной поверхности 1,4 ‰. Не судоходна.
Начинается южнее деревни Тереховка Славгородского района. Устье около деревни Студенец Кормянского района на высоте 125 м над уровнем моря.
Населённые пункты на реке: деревни Лобырёвка, Студенец, Золотомино.
От устья до деревни Лобыревка на протяжении 5,4 км канализирована.